# ГЕС Ла-Гранд-2-A
ГЕС Ла-Гранд-2-A (фр. La Grande-2) — діюча гідроелектростанція на річці Ла-Гранд — Бе-Джеймс, Квебек, Канада. Споруджена в рамках проєкту Затока Джеймс. Власник — Hydro-Québec.
Потужність ГЕС Ла Гранд-2-- 2106 МВт, 6 радіально-осьових гідроагрегатів по 351 МВт. Введена в дію у 1992 році.
Разом із сусідньою ГЕС Робер-Бурасса потужністю 5616 МВт, введену в експлуатацію в 1979—1981 роках, є формально двома різними ГЕС, фактично ж вони використовують одні й ті ж підпірні гідротехнічні споруди, ідентичне обладнання, одне водосховище, так що фактично це єдиний комплекс. Обидві станції мають підземні машинні зали, і приблизно однакові напори — 138,5 і 137 м відповідно. Сукупне вироблення — 37,4 млрд кВт·год.

## Ресурси Інтернету
- Hydro-Québec's La Grande Complex
- La Grande System
- La Grande-2-A